# Dacià
Publi Dacià (segle iii dC) va ser el prefecte romà (praeses) d'Hispània i governador de la Bètica en temps de l'emperador Dioclecià. La seva existència real no és segura Es creu que s'establí a Saragossa; recorregué les ciutats del litoral de Catalunya i també es presentà a la Gàl·lia cis i transalpina i el nord d'Àfrica. Va ser introduït a diverses passions llegendàries com les dels màrtirs Sant Cugat, Eulàlia i Sever de Barcelona, dels divuit màrtirs de Saragossa, dels sants Just i Pastor d'Alcalá de Henares, de Leocàdia de Toledo, de Vicenç, Sabina i Cristeta d'Àvila i d'Eulàlia de Mèrida. Pel que fa a la Bètica martiritzà a Bonós i Maximià sants patrons d'Arjona (Jaén), on se celebra la festa de la crema de Dacià amb un ninot que representa aquest prefecte.